# Лаланг, Боаз
Боаз Киплагат Лаланг — кенийский легкоатлет, бегун на средние дистанции. Специализируется в беге на 800 метров. Серебряный призёр чемпионата мира в помещении 2010 года с результатом 1.46,39. В 2010 году стал победителем игр Содружества и серебряным призёром гран-при Риети. Серебряный призёр Всеафриканских игр 2011 года.
На отборочном чемпионате Кении 2008 года занял 2-е место и был включён в олимпийскую сборную. На Олимпийских играх 2008 года в Пекине смог дойти до полуфинала.

## Сезон 2013—настоящее время
На соревнованиях Weltklasse in Karlsruhe 2013 года занял 5-е место в беге на 800 метров с результатом 1.48,16.
В 2014 году выступил всего один раз на соревнованиях в Стэнфорде, штат Калифорния. Там он занял 5-е место — 1.50,11.